# Mathias Gey
Mathias Gey (* 7. Juli 1960 in Tauberbischofsheim) ist ein ehemaliger deutscher Fechter. Er wurde mehrfacher deutscher Meister und Einzelweltmeister mit dem Florett.

## Leben
Mathias Gey wurde als Sohn eines Bauingenieurs in Tauberbischofsheim geboren. Gey focht für den Fecht-Club Tauberbischofsheim. Er machte sein Abitur am Martin-Schleyer-Gymnasium Lauda-Königshofen in Lauda und absolvierte danach ein Architekturstudium in Würzburg. Bis unmittelbar vor dem Gewinn seines Einzelweltmeistertitels im Florett arbeitete er an der Fertigstellung seiner Studienarbeit und schloss während seiner sportlichen Karriere das Architekturstudium ab. Aufgrund seiner analytischen Trainingsmethoden, in denen die Geometrie eine große Rolle spielte, wurde er von vielen als „Mathematiker mit dem Florett“ bezeichnet. Heute betreibt Gey ein Architekturbüro in Tauberbischofsheim.

## Erfolge
1979 gewann Mathias Gey seine erste Weltmeisterschaftsmedaille, als er zusammen mit Matthias Behr, Harald Hein, Thomas Bach und Klaus Reichert Bronze in der Mannschaftswertung erfocht. Bei den Fechtweltmeisterschaften 1981 gewannen Behr, Hein, Gey und Frank Beck erneut Bronze. In Wien bei den Fechtweltmeisterschaften 1983 erreichte Mathias Gey in der Einzelwertung das Finale, in welchem er Alexander Romankow unterlag. In der Mannschaftswertung gewannen die Fechter aus der Bundesrepublik Deutschland nach 1977 ihren zweiten Weltmeistertitel, wobei Matthias Behr, Harald Hein und Klaus Reichert erneut in der siegreichen Equipe standen, während Frank Beck und Mathias Gey zum ersten Mal Weltmeister wurden. Mathias Gey siegte von 1982 bis 1984 dreimal in Folge bei der deutschen Einzelmeisterschaft, 1986 und 1990 gewann er zwei weitere Titel. Bei den Olympischen Spielen 1984 schied Gey im Viertelfinale gegen den Italiener Stefano Cerioni aus und belegte den sechsten Platz. Im Mannschaftswettbewerb erreichte die deutsche Equipe das Finale und traf dort auf die Italiener. Gey gewann hier gegen Cerioni und gegen Andrea Borella, verlor aber gegen Mauro Numa und Angelo Scuri. Die deutsche Mannschaft verlor mit 7:8 Gefechten und erhielt in der Besetzung Hein, Behr, Reichert, Beck und Gey die Silbermedaille. Dafür wurden er und die deutsche Fechtequipe mit dem Silbernen Lorbeerblatt ausgezeichnet.
Bei den Weltmeisterschaften 1986 gewannen Matthias Behr und Mathias Gey zusammen mit Ulrich Schreck und Thorsten Weidner Silber hinter der italienischen Mannschaft. Ein Jahr später erreichte Mathias Gey bei den Weltmeisterschaften 1987 in Lausanne den Höhepunkt seiner Karriere: im Einzelwettbewerb siegte er im Finale gegen Matthias Behr, in der Mannschaftswertung siegten Gey, Behr, Schreck, Weidner und Reichert gegen die französische Equipe. Ein Jahr später traf Gey bei den Olympischen Spielen 1988 in Seoul im Viertelfinale erneut auf Stefan Cerioni und belegte nach seiner Niederlage gegen den Italiener den achten Platz. Die deutsche Mannschaft mit Gey, Behr, Schreck, Weidner und Thomas Endres besiegte die Italiener im Viertelfinale. Nachdem die bundesdeutsche Equipe im Halbfinale auch die DDR-Fechter geschlagen hatte, trafen die deutschen Fechter im Finale auf die sowjetische Mannschaft, wo sie mit 9:5 Gefechten recht deutlich verloren. Im Jahr darauf erreichte Gey bei den Fechtweltmeisterschaften 1989 zusammen mit Thomas Endres, Thorsten Weidner und Alexander Koch das Finale, wo die deutschen Fechter erneut gegen die sowjetische Equipe unterlagen.